# Turnitin

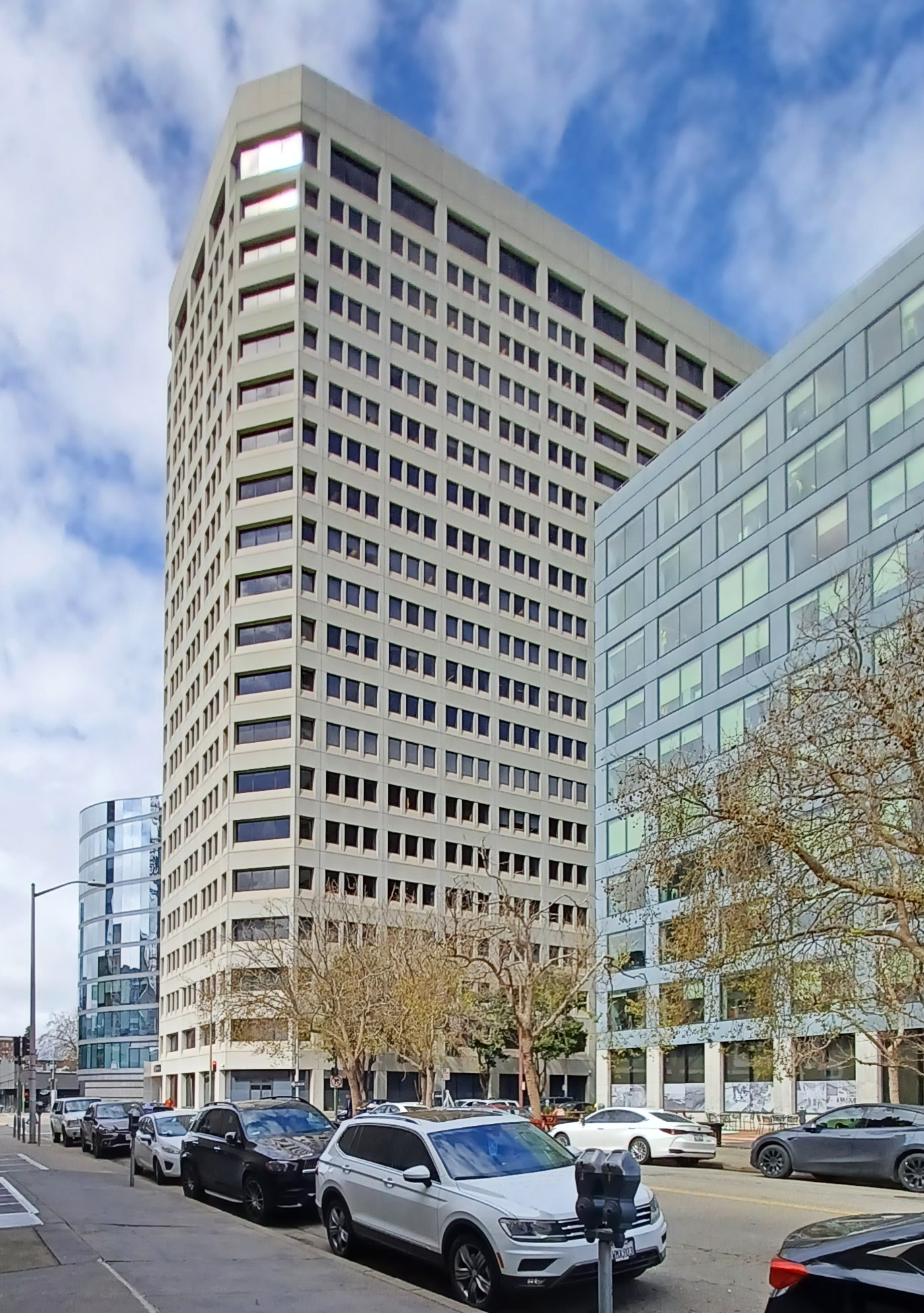
Місцезнаходження офісу Turnitin в Окланді

Turnitin (стилізовано як turnitin) — це онлайн-сервіс, по виявленню подібностей, який належить американській компанії Turnitin, LLC, яка є дочірнім підприємством Advance Publications.
Заснований у 1998 році, Turnitin надає свої послуги шляхом продажу ліцензії на використання свого сервісу університетам та школам. Після купівлі, дані навчальні заклади можуть використовувати вебсайт даного сервісу за моделею програма як сервіс (SaaS) для того, щоб перевіряти роботи студентів на наявність плагіату. Перевірка відбувається шляхом порівняння документів із базою даних матеріалів Turnitin та вмістом інших вебсайтів. Результатом роботи сервісу є виявлення подібності із уже існуючими, чужими матеріалами. Також, результати Turnitin можна використовувати не тільки для виявлення плагіату, але й як засіб оцінювання робіт, щоб допомогти студентам уникати помилок та покращувати свої академічні тексти.
Іноді навчальні заклади вимагають від студентів обов'язкової перевірки робіт через Turnitin перед здачею. Втім, використання цього сервісу викликає певні суперечки. Деякі студенти відмовляються здавати роботи через Turnitin, наголошуючи на тому, що примусова здача роботи вимагає застосування презумпції вини. Критики також висловлюють стурбованість щодо конфіденційності навчальної інформації, порушення міжнародних законів про інтелектуальну власність та використання студентських робіт у комерційних цілях, оскільки Turnitin зберігає їх у своїй приватній базі даних.

Крім основного сервісу, Turnitin, LLC також керує інформаційним веб-сайтом plagiarism.org та пропонує аналогічну послугу виявлення плагіату для редакторів газет, видавців книг та журналів під брендом iThenticate. Окрім цього, Turnitin включає в себе такі інструменти як GradeMark (онлайн-оцінювання та корективний фідбек) та PeerMark.
У березні 2019 року компанія Advance Publications придбала Turnitin, LLC за US$1,75 мільярда.

## Функціонал
Програмне забезпечення Turnitin перевіряє роботи на унікальність за допомогою власного алгоритму, порівнюючи їх з певними базами даних робіт. Програма здійснює перевірку на основі власних баз даних, та академічних баз даних, із якими Turnitin має ліцензійні угоди.

### Виявлення контенту створеного штучним інтелектом
На початку 2023 року Turnitin презентував функцію, метою якої є виявлення контенту, згенерованого програмами штучного інтелекту, такими як ChatGPT. Однак, точність такого виявлення залишається темою для дискусій.

### База даних студентських робіт
Студентські роботи зберігаються у базі даних, що використовується для перевірки на плагіат. Така база даних, дозволяє запобігти ситуаціям, коли один студент використовує роботу іншого, оскільки система знаходить збіги між текстами та повідомлює про них. Окрім студентських робіт, база даних містить інформацію із загальонодоступного інтернету, яку компанія постійно оновлює за допомогою спеціальних пошукових роботів. Також ця база даних включає в себе різні комерційні матеріали, що знаходяться під захистом авторського права, такі як книги, журнали, газети.

### Інтеграція з навчальними платформами
За запитом викладачів, студенти можуть напряму завантажувати свої роботи в систему Turnitin. Викладачі теж можуть додавати роботи студентів кількома способами: окремими файлами, або ZIP-архівом. Викладачі можуть налаштувати параметри аналізу робіт, щоб студенти могли переглянути «звіт про оригінальність» перед остаточним поданням роботи.
Деякі системи дистанційного навчання можна налаштувати для підтримки Turnitin, таким чином студентські роботи автоматично надсилаються на аналіз. Серед таких систем є: Blackboard, Moodle, ANGEL, Instructure, Desire2Learn, Pearson Learning Studio, Sakai,Studywiz.

### Вступні заявки
У 2019 році Turnitin розпочав аналіз матеріалів вступних заявок за допомогою партнерської програми Kira Talent.

## Сприйняття сервісу

### Конфіденційність
Використання Turnitin в канадських університетах зазнало потужної критики від студентської спілки Університету Далхаузі. Основним фактором, було те, що уряд США може отримати доступ до робіт та персональної інформації студентів, що зберігаються в базі даних Turnitin, відповідно до закону USA PATRIOT Act. Університет Маунт-Сент-Вінсент став першим канадським університетом, який частково заборонив використання Turnitin саме через цей закон.

### Порушення авторського права
Юристи компанії стверджують, що студентські роботи підпадають під дію концепції мовчазної згоди на оцінювання. Вони аргументують це тим, що немає сенсу писати роботи, якщо їх не збираються перевіряти. Таким чином, ця мовчазна згода, на їхню думку, надає Turnitin право копіювати, відтворювати та зберігати роботи. Юристи компанії також стверджують, що дисертації та магістерські роботи теж містять в собі право на архівування у відкритому доступі, наприклад, у бібліотеках університетів.
Професор юридичного факультету університету штату Міннесота Ден Бурк заперечує це. Він вважає, що використання робіт компанією Turnitin може не відповідати тесту «добросовісного використання» з кількох причин:
- Компанія копіює всю роботу, а не її частину.
- Студентські роботи часто є оригінальними, аналітичними та творчими, а не просто компіляцією відомих фактів.
- Turnitin — це комерційне підприємство[6].

Група студентів подала до суду на Turnitin саме через порушення цих принципів. Суд першої інстанції Vanderhye et al. v. iParadigms LLC визнав дії компанії правомірними. Апеляційний суд США Четвертого округу підтвердив це рішення.

### Презумпція вини
Деякі студенти стверджують, що вимога здавати роботи через Turnitin створює ситуацію, в якій застусовується презумпцію вини, що може порушувати кодекси академічної доброчесності та чинне законодавство. Деякі викладачі та професори підтримують дане твердження, виступаючи проти використання Turnitin в навчальних закладах.

### WriteCheck
iParadigms, колишня компанія-власник Turnitin, раніше володіла ще одним комерційним веб-сайтом під назвою WriteCheck. На цьому сайті студенти могли за певну плату перевірити свою роботу за базою даних Turnitin. Таким чином, вони могли визначити, чи буде в роботі виявлено плагіат після остаточного подання на перевірку в базу даних Turnitin. У 2020 році було оголошено про припинення роботи WriteCheck, прийом нових підписок та платежів припинено з листопада 2019 року. Економіст Алекс Табарок висловив невдоволення тим, що система Turnitin «схожа на воєначальників, які озброюють обидві сторони у війні із плагіатом». Наразі, сайт WriteCheck більше неактивний.

## Судові справи та заборони на використання
Відомий випадок стався у 2004 році, коли студент Університету МакГілла Джессі Розенфельд відмовився здавати роботу через Turnitin. Врешті-решт, Сенат Університету постановив оцінювати роботи Розенфельда без використання цього сервісу. Наступного року ще одна студентка МакГілла, Деніз Брансдон, відмовилася здавати роботу через Turnitin.com і також домоглася аналогічного рішення від Сенатського комітету з питань студентських скарг.
У 2006 році Сенат Університету Маунт-Сент-Вінсент у Новій Шотландії заборонив подання студентами робіт через Turnitin.com та будь-яке програмне забезпечення, яке вимагає розміщення студентських робіт у зовнішніх базах даних, де сторонні особи можуть мати до них доступ. Це рішення було прийнято після того, як студентська спілка повідомила університетську спільноту про юридичні проблеми та проблеми конфіденційності, пов'язані з використанням Turnitin.com та інших засобів боротьби з плагіатом, які отримують прибуток від студентських робіт. Це була перша загальноуніверситетська заборона такого роду в Канаді, що стало наслідком рішень Принстонського, Гарвардського, Єльського та Стенфордського університетів не використовувати Turnitin.

## Вразливість до маніпуляцій з текстом
В наукових роботах задокументовано декілька недоліків та помилок програмного забезпечення Turnitin для виявлення плагіату. Зокрема, Turnitin виявився вразливим до:
- спеціального кодування символів;
- переставлених символів у шрифті;
- заміни тексту кривими Безьє, що відтворюють його форму.

### Автоматичне перефразовування
Інше дослідження показало, що Turnitin не може виявляти текст, створений популярними безкоштовними онлайн-інструментами для перефразовування. Крім того, більш складні методи машинного навчання, такі як автоматичне перефразовування, можуть генерувати природний та виразний текст, який Turnitin практично неможливо виявити. Також Turnitin не розпізнає рерайтинг тексту (article spinning). На запитання про цю ситуацію тодішній віце-президент Turnitin з маркетингу Кріс Харрік відповів, що компанія «працює над рішенням», але це «не є великою проблемою», оскільки, на його думку, «якість цих інструментів досить низька».

### Відповідь Turnitin
Через кілька років Turnitin опублікувала статтю під назвою «Чи можуть студенти обдурити Turnitin? Деякі студенти вважають, що можуть „перехитрити“ Turnitin, використовуючи різні тактики». Компанія ж заперечила будь-які технічні проблеми та недоліки їх сервісу. У статті перелічено кілька можливих «прийомів обходу системи» і те, як Turnitin збирається їх вирішувати, без згадування наукової літератури, технічних трактатів чи прикладів комп'ютерного коду для вирішення проблеми.

## Критика
Італійський науковець Мікеле Кортелаццо, професор лінгвістики, який також вивчає авторське право та схожість текстів, зауважив, що парадоксально, неможливо сказати, чи вихідний код Turnitin був запозичений з інших джерел, оскільки він не є відкритим для загального доступу. З тієї ж причини невідомо, які наукові методології, якщо такі є, використовує Turnitin для оцінювання робіт.
У 2009 році група дослідників з Університету штату Техас Tech повідомила, що багато випадків «неоригінальності», які знаходить Turnitin, насправді не є плагіатом, а просто використанням жаргону, термінів курсу або фраз, що мають логічні причини на існування в тексті. Наприклад, дослідники виявили високий відсоток запозиченого матеріалу в тематичних роботах (наприклад, «глобальне потепління») або «тематичних фразах», які вони визначили як тему роботи з додаванням кількох слів (наприклад, «поширеність дитячого ожиріння продовжує зростати»).
Turnitin також отримав шквал критики за оплату доповідачам на конференціях з питань освіти та письма.